# Église Saints-Antoine-Ermite-et-Apolline
L'église Saints-Antoine-Ermite-et-Apolline est un édifice religieux situé à Pepinster en province de Liège (Belgique) et classé comme Patrimoine immobilier exceptionnel de la Wallonie.

## Situation
L'église se situe au centre de Pepinster, en bordure de la route nationale 690 (rue Neuve no 3) qui mène à Theux.

## Historique
La construction de l'église a duré six ans de 1893 à 1899 d'après les plans de l'architecte Clément Léonard dans un style néo-gothique. 

## Description
L’église des Saints-Antoine-Ermite-et-Apolline, de style néo-gothique, a été bâtie en moellons de grès du Condroz. Elle possède une nef de six travées, un transept et un chevet à trois pans coupés. La tour du clocher est étonnement dressée du côté nord de l'édifice, entre le transept et le chevet.
La simplicité des lignes et des matériaux ne laisse pas présager la richesse de la décoration intérieure qui recèle environ 593 personnages peints ou sculptés. Cette décoration intérieure de haute qualité artistique est due à l’initiative de l’abbé Balau, curé de Pepinster dès 1891, qui sollicita les meilleurs artistes et artisans de l’époque, notamment à Liège, Louvain et Gand. Parmi les éléments de décoration, on peut citer la peinture murale sur voûtes en bardeaux de terre cuite du peintre liégeois Adolphe Tassin, provenant des ateliers Francart, les tapisseries de haute-lisse de l'école des Sœurs Annonciades d'Heverlee ou les vitraux de G. Ladou de Gand.

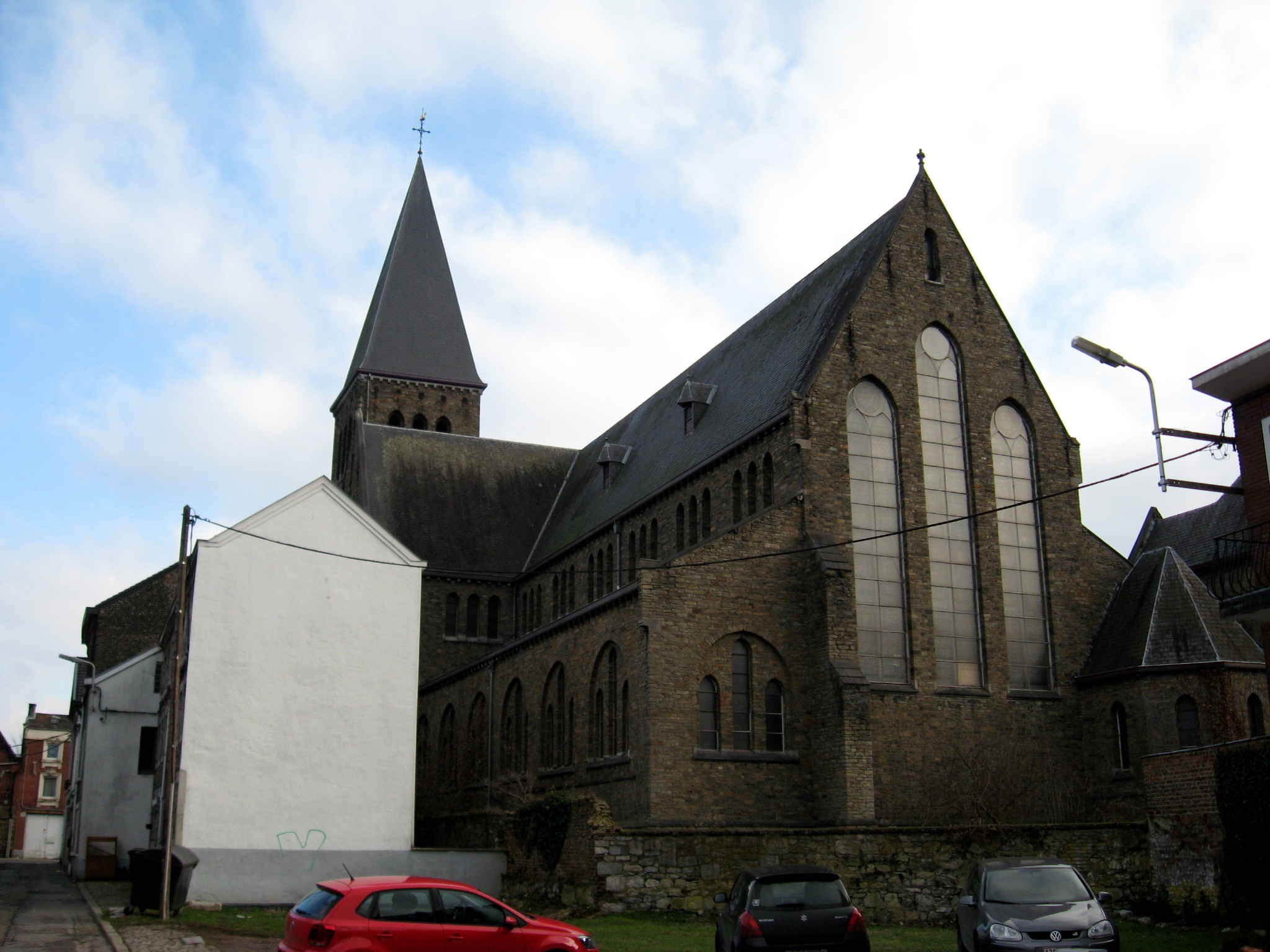

## Classement
La totalité de l'église Saint-Antoine-Ermite-et-Appoline avec sa décoration intérieure est reprise sur la liste du patrimoine immobilier classé de Pepinster depuis 1996 et sur la liste du patrimoine exceptionnel de la Région wallonne depuis 2016.

## Source et lien externe
- « Eglise   Saints-Antoine-ermite-et-Apolline à Pepinster », sur openchurches.eu (consulté le 31 décembre 2023)